# Suocheng, Guangdong
Suocheng (kinesiska: 所城) är en köping i sydöstra  Kina. Den ligger i Raoping härad i staden Chaozhou i provinsen Guangdong, omkring 400 kilometer öster om provinshuvudstaden Guangzhou. Antalet invånare är 32 936. Befolkningen består av 16 975 kvinnor och 15 961 män. Barn under 15 år utgör 23,0 %, vuxna 15-64 år 65 %, och äldre över 65 år 10,0 %.